# Calciumaluminiumsilicat
Calciumaluminiumsilicat ist ein Lebensmittelzusatzstoff, der in der Europäischen Union als E 556 gekennzeichnet wurde. Er wird mittlerweile durch aluminiumfreie Lebensmittelzusatzstoffe ersetzt. Calciumaluminiumsilicat ist eine nur ungenau spezifizierte chemische Verbindung mit variabler Zusammensetzung, die sich etwa als CaAl2Si2O8 oder Ca2Al2SiO7 beschreiben lässt. Die FAO definiert sie als Verbindung mit mindestens 44 % und höchstens 50 % Siliziumdioxid, mindestens 3 % und höchstens 5 % Aluminiumoxid, mindestens 32 % und höchstens 38 % Calciumoxid und mindestens 0,5 % und höchstens 4 % Natriumoxid.

## Vorkommen
In der Natur kommen Calciumaluminiumsilicate und deren Hydrate als eine Reihe von Mineralen vor wie beispielsweise Anorthit, Bavenit, Epistilbit, Gehlenit, Gismondin, Grossular (auch Plazolith), Heulandit, Hibschit, Klinozoisit, Laubanit, Laumontit, Lawsonit, Levynit, Margarit, Mejonit, Pumpellyit, Skolezit, Stellerit, Vesuvianit und Zoisit.

## Gewinnung und Darstellung
Neben der Gewinnung aus Ton oder Mineralen lässt sich Calciumaluminiumsilicat auch durch direkte Pulversinterkristallisation aus Altglas und Flugasche als Hauptrohstoffe herstellen.

## Eigenschaften
Dieser Lebensmittelzusatzstoff gehört zur Gruppe der Silicate und ist ein Abkömmling der Kieselsäure (E 551).
Er liegt in Form eines farblosen Pulvers vor, das praktisch unlöslich in Wasser und Ethanol ist. Für Calciumaluminiumsilicate mit einer Zusammensetzung im Bereich von 0-39 mol% Aluminiumoxid, 10-75 mol% Siliziumdioxid und 13-65 mol% Calciumoxid wurden keine abrupten Eigenschaftsänderungen ermittelt. Es ergaben sich Schmelztemperaturen im Bereich von 1500 bis 1600 °C, ein Brechungsindex im Bereich von 1,52 bis 1,68 und eine Dichte im Bereich von 2,5 bis 2,9 g/cm3 abhängig von der Zusammensetzung.

## Verwendung
Das Calciumaluminiumsilicat fungierte als Trennmittel, Emulgator oder als Füllstoff. Es wurde hauptsächlich für Lebensmittel in Pulverform verwendet. Dazu zählen neben dem Kochsalz und Würzmitteln auch andere Trockenlebensmittel.

## Rechtliche Situation
In der Europäischen Union sind die Lebensmittelzusatzstoffe gemäß des Anhangs II der Verordnung (EG) Nr. 1333/2008 (Stand August 2021) sowie in der Schweiz, gemäß der Zusatzstoffverordnung (ZuV) (Stand: Juli 2020) aufgelistet. Das Calciumaluminiumsilikat ist seit dem 31. Januar 2014 nicht mehr als Lebensmittelzusatzstoff zugelassen, da dieser aluminiumhaltige Lebensmittelzusatzstoff durch andere ersetzt werden konnte.

## Gesundheitliche Risiken
Silicate können nicht vom Körper aufgenommen werden. Sie werden somit unverdaut wieder ausgeschieden, weswegen sie als gesundheitlich unbedenklich gelten. Anders ist es jedoch bei aluminiumhaltigen Verbindungen. Für Dialysepatienten besteht beim Verzehr von aluminiumhaltigen Lebensmitteln das Risiko einer Bioakkumulation. Diese führt zu toxischen Effekten wie etwa Knochenerweichungen und Schäden des Zentralnervensystems.